# 亨內平 (伊利諾伊州)
亨內平是一個位於美國伊利諾伊州普特南縣的城市。根據2010年美國人口普查，該地共人口757人，而該地的面積約為14.58平方千米。同時該地也是普特南縣的縣治和第二大村庄。

## 历史
亨内平村以探险家路易斯·亨内平神父的名字命名。
位于亨内平（Hennepin）的普特南县法院大楼（Putnam County Courthouse）建于1837年，是伊利诺伊州最古老的县法院大楼，至今仍沿用其最初的目的。 亚伯拉罕·林肯（Abraham Lincoln）参观了法院，包括他于1845年9月竞选国会议员的职位。普特南县法院（Putnam County Courthouse）被列入国家历史古迹名录。

## 地理
亨內平的座標為41°15′10″N 89°20′30″W / 41.25278°N 89.34167°W，而該地的平均海拔高度為153米（即503英尺）。

## 人口
截至2000年的人口普查，市区人口有707人，304户和206户居住在该村庄。在人口密度是每平方英哩135.4人（52.3人 /km人2）。有334个住房单元，平均密度为64.0/mi2（24.7 / km2）。村庄的人口种族构成是97.17％白人，1.13％非裔美国人，0.28％印第安人，0.71％亚裔，来自其他种族的0.57％和来自两个或多个种族的0.14％。任何种族的西班牙裔美国人或拉丁美洲人占3.82％。
有304户家庭，其中26.6％的18岁以下儿童与父母同住，59.2％的是夫妻同居，5.6％的没有丈夫的女户，以及32.2％的非家庭。有单独居住的某人的30.3％所有家庭由个体做成，和16.1％谁65岁或更旧。平均家庭大小是2.32，并且平均家庭大小是2.87。
在村子里，人口分散了，年龄在18岁以下的20.8％，年龄在18岁至24岁之间的9.2％，年龄在25岁至44岁之间的24.6％，在45岁至64岁之间的27.0％，以及年龄在65岁或以下的18.4％。年纪大了。中位年龄是42岁。每100名女性中，有96.4名男性。每100名年龄在18岁及以上的女性中，男性为92.4。
该村一个家庭的平均收入为46,827美元，而一个家庭的平均收入为56,111美元。男性的平均收入为48,500美元，女性为19,231美元。在人均收入为村庄是$ 23981。大约2.6％的家庭和2.9％的人口处于贫困线以下，其中18岁以下的家庭占5.6％，65岁以上的家庭占2.9％。
| 历史人口       | 历史人口 | 历史人口 |
| 人口普查年     | 人口     | ％±      |
| -------------- | -------- | -------- |
| 1880年         | 623      | -        |
| 1890年         | 574      | −7.9％   |
| 1900年         | 523      | −8.9％   |
| 1910年         | 451      | -13.8％  |
| 1920年         | 377      | -16.4％  |
| 1930年         | 312      | -17.2％  |
| 1940年         | 396      | 26.9％   |
| 1950年         | 312      | −21.2％  |
| 1960年         | 391      | 25.3％   |
| 1970年         | 535      | 36.8％   |
| 1980年         | 716      | 33.8％   |
| 1990年         | 669      | −6.6％   |
| 2000年         | 707      | 5.7％    |
| 2010年         | 757      | 7.1％    |
| 2019年（估算） | 705      | −6.9％   |

## 行业
亨内平位置靠近伊利诺伊河，再加上它接近一个I级铁路（诺福克南方铁路），以及多间条际公路线路（80号州际公路，39号州际公路，伊利诺伊80号州道，伊利诺伊路89号州道，伊利诺伊路71号州道，伊利诺伊州26号州道和伊利诺伊州6号路州道。，历史上说已亨内平经成为吸引各种小型企业和大型行业的交通枢纽。
J＆L钢铁公司是由Jones和Laughlin钢铁公司在亨内平北部边界建造的冷轧钢厂，于1967年开始运营，在生产高峰时雇用了600名工人。该钢厂后来被Ling-Temco-Vought收购，当时它被称为LTV Steel。 Ling-Temco-Vought的破产导致国际钢铁集团（ISG）收购了该钢厂。由于进行了更多的收购和合并，普特南县最大的雇主被安赛乐米塔尔（ArcelorMittal）收购。长期艰苦的工会游说和抗议最终被证明是徒劳的，安赛乐米塔尔（ArcelorMittal）该工厂于2009年3月停止生产。该工厂的设备被拆除，出售或运输，并于2017年6月22日对这家庞大的工厂进行了拆除。到2020年，曾经被钢铁厂占用的800英亩土地大部分仍空置，尽管基础设施已经保留下来，因为预计另一行业可能有一天会购买和重新开发该物业。
Hennepin电站是小镇西端Donnelley野生动物保护区附近的燃煤发电厂，于2019年11月1日退役。
整个区域还设有Cargill，ADM和CGB电梯。
侯爵能源公司（Marquis Energy）于2008年4月在城镇北部开设了一座年产1亿加仑的ICM /法根乙醇工厂。